# Eric Radford
Eric Radford (* 27. Januar 1985 in Balmertown, Ontario) ist ein kanadischer Eiskunstläufer, der im Paarlauf startet. Von 2010 bis 2018 lief er an der Seite von Meagan Duhamel. Mit ihr ist er Weltmeister von 2015 und 2016 und Vier-Kontinente-Meister von 2013 und 2015. Seit 2021 läuft Eric Radford mit Vanessa James.

## Karriere
Bereits 2011 – in ihrem zweiten gemeinsamen Trainingsjahr – errang das Eiskunstlaufpaar Duhamel/Radford die Silbermedaille bei den Vier-Kontinente-Meisterschaften. 2012 wurden sie erstmals kanadische Meister. 2013 verteidigten sie diesen Titel und gewannen mit Gold bei den Vier-Kontinente-Meisterschaften in Osaka ihren ersten großen internationalen Titel. Bei der folgenden Weltmeisterschaft im kanadischen London errang das Paar mit Bronze seine erste Medaille bei Weltmeisterschaften. Im Jahr darauf wiederholten sie dies in Saitama.
Bei der Weltmeisterschaft 2015 in Shanghai wurden Duhamel/Radford Weltmeister. Sie verteidigten diesen Titel auch bei der Weltmeisterschaft 2016 in Boston.
In der Saison 2017/18 gewannen sie die Goldmedaille bei Skate Canada und die Bronzemedaille bei Skate America. So qualifizierten sie sich für das Grand-Prix-Finale, in dem sie Bronze gewannen. Bei den kanadischen Meisterschaften gewannen sie ihre siebte Goldmedaille in Folge. Im selben Jahr vertraten sie zum zweiten Mal Kanada bei den Olympischen Winterspielen 2018 in Pyeongchang. Sie erhielten die Bronzemedaille und trugen zu Kanadas Goldmedaille im Teamwettbewerb bei. Sie waren das erste Paar, das in einem olympischen Wettbewerb einen geworfenen Vierfachsprung zeigte. Im Anschluss an die Olympischen Spiele gaben Duhamel und Radford bekannt, ihre Wettbewerbskarriere zu beenden, aber weiterhin gemeinsam in Eisshows aufzutreten.
Zu Beginn der Saison 2021/22 gab Radford bekannt, dass er wieder in den Wettkampf einsteigen werde, nun gemeinsam mit Vanessa James, die zuvor für Frankreich angetreten war. Trotz ihrer jahrelangen internationalen Wettkampferfahrung starteten James und Radford als neues Paar zunächst in der ISU-Challenger-Serie. Sie nahmen am Autumn Classic International, in dem sie die Silbermedaille gewannen, sowie an der Finlandia Trophy und am Golden Spin of Zagreb teil, wo sie den 5. bzw. 4. Platz belegten. In derselben Saison nahmen sie auch an ihrer ersten gemeinsamen Grand-Prix-Serie teil und belegten bei Skate Canada und der Trophée Eric Bompard jeweils den 4. Platz. Bei den Olympischen Winterspielen 2022 erreichten sie den 12. Platz. Im Teamwettbewerb erreichten sie den 4. Platz in der Kür und insgesamt mit dem kanadischen Team den 4. Platz (vorläufiges Ergebnis). Bei den Eiskunstlauf-Weltmeisterschaften 2022 gewannen James und Radford die Bronzemedaille. Nach Saisonende gaben beide ihren Rückzug vom Wettbewerb bekannt.

## Persönliches
Anfang Dezember 2014 outete Radford sich als homosexuell. Er ist seit dem 11. Februar 2018 der erste offen homosexuelle männliche Goldmedaillengewinner in der Geschichte der Olympischen Winterspiele. 2019 heiratete er den Eistänzer Luis Fenero.
Radford spielt Klavier und komponierte Eiskunstlauf-Programmusik für sich selbst und andere, darunter Patrick Chan und Kamila Valieva.

## Ergebnisse

### Paarlauf
(mit Vanessa James)
| Meisterschaft / Saison         | 2021/22 |
| ------------------------------ | ------- |
| Olympische Winterspiele        | 12.     |
| Olympische Winterspiele – Team | 4.      |
| Weltmeisterschaften            | 3.      |
| Grand-Prix-Serie / Saison      | 2021/22 |
| Skate Canada                   | 4.      |
| Trophée Eric Bompard           | 4.      |
| Challenger-Serie / Saison      | 2021/22 |
| Autumn Classic                 | 2.      |
| Finlandia Trophy               | 5.      |
| Golden Spin of Zagreb          | 4.      |

(mit Meagan Duhamel)
| Wettbewerb / Jahr               | 2011  | 2012  | 2013  | 2014  | 2015  | 2016  | 2017  | 2018  |
| ------------------------------- | ----- | ----- | ----- | ----- | ----- | ----- | ----- | ----- |
| Olympische Winterspiele         |       |       |       | 7.    |       |       |       | 3.    |
| Weltmeisterschaften             | 7.    | 5.    | 3.    | 3.    | 1.    | 1.    | 7.    |       |
| Vier-Kontinente-Meisterschaften | 2.    | 4.    | 1.    |       | 1.    |       | 2.    |       |
| World Team Trophy               |       | 3.    |       |       |       |       |       |       |
| Kanadische Meisterschaften      | 2.    | 1.    | 1.    | 1.    | 1.    | 1.    | 1.    |       |
| –                               |       |       |       |       |       |       |       |       |
| Grand-Prix-Wettbewerb / Saison  | 10/11 | 11/12 | 12/13 | 13/14 | 14/15 | 15/16 | 16/17 | 17/18 |
| Grand-Prix-Finale               |       | 5.    | 4.    | 5.    | 1.    | 2.    | 3.    | 3.    |
| Skate Canada                    | 5.    | 3.    | 2.    | 3.    | 1.    | 1.    | 1.    | 1.    |
| Skate America                   |       |       |       |       |       |       |       | 3.    |
| Trophée Eric Bompard            |       | 3.    | 2.    | 2.    |       |       |       |       |
| NHK Trophy                      |       |       |       |       | 1.    | 1.    | 1.    |       |